# (17163) Vasifedoseev
(17163) Vasifedoseev (1999 LT19) – planetoida z pasa głównego asteroid okrążająca Słońce w ciągu 4,95 lat w średniej odległości 2,9 j.a. Odkryta 9 czerwca 1999 roku.